# Efekt kociego oka

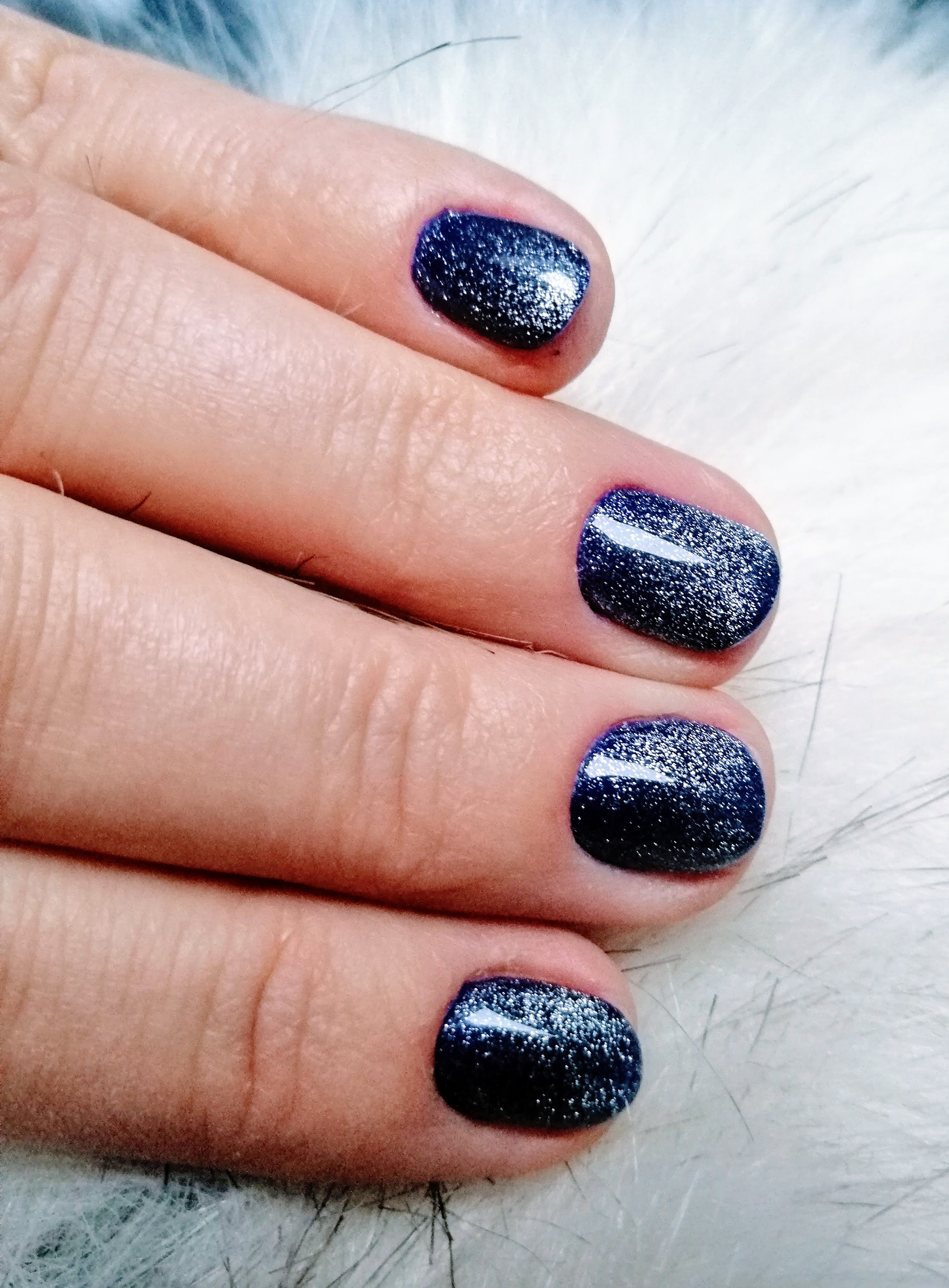
Granatowe paznokcie hybrydowe z efektem kociego oka.

Efekt kociego oka – efekt optyczny polegający na pojawianiu się wąskiej smugi (pasma) świetlnej przypominającej źrenicę kociego oka, która przemieszcza się po wypukłej i wypolerowanej powierzchni kamienia w trakcie jego obracania.
Efekt kociego oka ujawnia oraz znacznie potęguje odpowiednie oszlifowanie okazu w formie kaboszonu lub kuli.
Wykazuje go wiele minerałów zawierających różnego rodzaju wrostki oraz tworzących skupienia włókniste, a niekiedy igiełkowe, bądź pręcikowe. W przypadku gemmologicznej odmiany zwanej „tygrysim okiem” efekt spowodowany jest pseudomorfozą goethytu po ribeckicie. Ribeckit występujący w tym przypadku w formie azbestowej jest „obrośnięty” chalcedonem. Goethyt FeOOH przybiera włóknistą formę poprzednika. Przejeżdżając strumieniem świetlnym po kamieniu ustawionym pod odpowiednim kątem uzyskuje się opisywany efekt kociego oka.
Efekt kociego oka polega na odbijaniu i rozpraszaniu światła na równolegle układających się włókienkach lub igiełkowych inkluzjach, a także pustych kanalikach oraz płaszczyznach zrostów; zjawiskiem pokrewnym jest asteryzm.
Efekt kociego oka stał się inspiracją do powstania magnetycznych lakierów do paznokci (tradycyjnych oraz hybrydowych). Za pomocą magnesu trzymanego nad mokrym lakierem (lub nieutwardzonym lakierem hybrydowym) tworzy się na paznokciu podobny efekt – smuga światła przypominająca źrenicę oka kota, która przemieszcza się przy ruchu paznokci.